# CONMEBOL-UEFA-Pokal der Champions
Der CONMEBOL-UEFA-Pokal der Champions (englisch CONMEBOL-UEFA Cup of Champions, spanisch Copa de Campeones CONMEBOL-UEFA), allgemein bekannt als Finalissima und bei den ersten beiden Auflagen unter der Bezeichnung Artemio-Franchi-Pokal ausgetragen, ist ein interkontinentaler Fußball-Wettbewerb für Nationalmannschaften zwischen dem Europameister und dem Copa-América-Sieger, der unregelmäßig, bislang dreimal – 1985, 1993, 2022 – ausgetragen wurde. Gespielt wird um die gleichnamige Trophäe. Namensgeber war der ehemalige Präsident der UEFA, Artemio Franchi. Der Wettbewerb war das Pendant auf Nationalmannschaftsebene zum Europa-Südamerika-Pokal (Weltpokal) auf Klubebene. Er gilt neben dem Afro-Asien-Pokal für Nationalmannschaften und dem Asien-Ozeanien-Pokal für Nationalmannschaften als einer der Vorläufer des König-Fahd-Pokals bzw. späteren FIFA-Konföderationen-Pokals.
Nach Etablierung dieses alle Kontinente umfassenden Wettbewerbes kam es noch dreimal, in Form von Freundschaftsspielen, zu Begegnungen zwischen dem jeweils aktuellen Europa- und Südamerikameister, nämlich am 20. Dezember 1989 im Rotterdamer Stadion Feijenoord zwischen den Niederlanden und Brasilien (1:0 für Brasilien), am 25. März 1998 im Stuttgarter Gottlieb-Daimler-Stadion zwischen Deutschland und Brasilien (2:1 für Brasilien) sowie am 6. Februar 2013 im Khalifa International Stadium in Doha zwischen Spanien und Uruguay (3:1 für Spanien). Bereits vor erstmaliger Austragung des offiziellen Wettbewerbs hatten sich die UdSSR und Uruguay als kontinentale Titelträger in zwei Freundschaftsspielen gegenübergestanden. Europameister UdSSR gewann beide Spiele, am 29. November 1961 in Montevideo mit 2:1 und am 27. April 1962 in Moskau mit 5:0.

## Neuauflage
2022 wurde der Wettbewerb unter der Bezeichnung CONMEBOL-UEFA-Pokal der Champions zwischen dem damaligen Europameister Italien und dem aktuellen Gewinner der Copa América Argentinien erneut ausgetragen. Gespielt wurde am 1. Juni im Londoner Wembley-Stadion um dieselbe Trophäe wie 1985 und 1993.

## Die Austragungen im Überblick
| Datum                                           | Austragungsort                             | Spielpaarung (Sieger fettgedruckt) | Spielpaarung (Sieger fettgedruckt) | Spielpaarung (Sieger fettgedruckt)   |
| Datum                                           | Austragungsort                             | Europameister                      | Ergebnis                           | Copa-América-Sieger                  |
| ----------------------------------------------- | ------------------------------------------ | ---------------------------------- | ---------------------------------- | ------------------------------------ |
| Artemio-Franchi-Pokal                           |                                            |                                    |                                    |                                      |
| 21. August 1985                                 | Paris (Parc des Princes)                   | Frankreich Europameister 1984      | 2:0 (1:0)                          | Uruguay Copa-América-Sieger 1983     |
| 24. Februar 1993                                | Mar del Plata (Estadio José María Minella) | Dänemark Europameister 1992        | 1:1 n. V. (1:1, 1:1), 4:5 i. E.    | Argentinien Copa-América-Sieger 1991 |
| CONMEBOL-UEFA-Pokal der Champions (Finalissima) |                                            |                                    |                                    |                                      |
| 1. Juni 2022                                    | London (Wembley-Stadion)                   | Italien Europameister 2021         | 0:3 (0:2)                          | Argentinien Copa-América-Sieger 2021 |
| 7. März 2026                                    | noch offen                                 | Spanien Europameister 2024         | –:– (–:–)                          | Argentinien Copa-América-Sieger 2024 |